# Patrimoine culturel du Pakistan
Le patrimoine culturel du Pakistan (anglais: Cultural heritage in Pakistan) comprend des sites archéologiques, des stupas, des forts, des sanctuaires, des tombeaux, des bâtiments, des résidences, des monuments et des lieux de culte. Jusqu'à l'adoption du dix-huitième amendement à la Constitution du Pakistan, certains sites relevaient du gouvernement fédéral, tandis que d'autres relevaient du domaine provincial.
En 1997, l’Agence pakistanaise pour la protection de l’environnement (Ministère de l’environnement du Pakistan) a publié une liste des sites et monuments archéologiques protégés notifiés, selon laquelle 389 sites et monuments sont protégés par le gouvernement fédéral et 444 par les gouvernements provinciaux. Le Pendjab et le Sind sont les deux seules provinces à s’être dotées de lois provinciales protégeant le patrimoine. En plus de ces sites, il en existe de nombreux autres non protégés ou appartenant à des intérêts privés.

## Liste des sites du patrimoine culturel par région
Voici la liste par région des sites du patrimoine culturel du pays: 
- Liste des sites du patrimoine culturel en Azad Cachemire
- Liste des sites du patrimoine culturel au Baloutchistan
- Liste des sites du patrimoine culturel des zones tribales sous administration fédérale
- Liste des sites du patrimoine culturel au Gilgit-Baltistan
- Liste des sites du patrimoine culturel du territoire fédéral d'Islamabad
- Liste des sites du patrimoine culturel au Khyber Pakhtunkhwa
- Liste des sites du patrimoine culturel au Pendjab (Lahore)
- Liste des sites du patrimoine culturel au Sind (Karachi)